# Morden (Dorset)
Morden – wieś i civil parish w Anglii, w hrabstwie Dorset, w dystrykcie (unitary authority) Dorset. Leży 22 km na wschód od miasta Dorchester i 164 km na południowy zachód od Londynu.